# Сень (архитектура)
Сень (старослав. сѣнь) — элемент архитектуры шатрообразной формы или в виде балдахина или навеса. Также шатёр, навес на столбах или колоннах, возводившийся над алтарём, троном, колодцем или завершавший башню.